# Gewoon vliesje
Het gesploos vliesje (Athelia epiphylla) is een schimmel behorend tot de familie Atheliaceae. Het leeft saprotroof dood loofhout.

## Kenmerken

### Uiterlijke kenmerken
Athelia epiphylla vormt met zijn mycelium op de schors van verschillende boomsoorten vooral in de herfst witte, goed zichtbare vlekken en ringen, die bij hoge luchtvochtigheid handpalmformaat kunnen bereiken en vaak samenvloeien. Om zich te verspreiden vormt hij naast sporen kleine bruinachtige balletjes, de zogenaamde sclerotia, die slechts 0,2 mm groot zijn en bestaan uit mycelium.  Deze dienen tegelijkertijd als overlevingsorganen, waarmee de schimmel de winter kan doorstaan en ook droogteperiodes kan overleven. 

### Microscopische kenmerken
De basidia zijn breed knotsvormig, altijd zonder septen aan de basis, 13–18 × 5–8 µm. De sterigmata zijn meestal vier, zelden twee, ongeveer 4–5 × 1 µm. De basidiosporen worden slechts onregelmatig gevormd. De sporen cilindrisch, soms iets ellipsoïdaal, glad, inamyloïde en meten 5,5–8 × 2,8–3,2 micrometer. De soort heeft een monomitisch hyfensysteem. De hyfen zijn meestal dunwandig, met een diameter van (4) 5–7 (8) µm. De dwarswanden zijn vaak duidelijk zichtbaar, en de hyfen vertakken meestal onder een rechte hoek. Anastomosen tussen hyfen komen zelden voor, en er zijn geen rhizomorfen. Grote gespen komen vaak voor op de hyfen van de basidia, maar in andere delen van de vruchtlichaam zijn ze meestal afwezig, en komen nooit voor in het hymenium. 

## Ecologie
De schimmel groeit vooral op gladbastige boomsoorten als beuk en haagbeuk, maar ook op esdoorn, eik, linde, populier, spar en lariks. Het parasiteert groene algen, in wiens cellen het haustoriën vormt voor de opname van voedingsstoffen. De aanvankelijk groene algen sterven af en krijgen een grijsbruine kleur. Ook korstmossen zoals verschillende Lecanora-soorten worden aangevallen. Noch de schimmel, noch de algen beschadigen de bomen waarop ze groeien, omdat ze alleen de schors als basis gebruiken en dus epifyten zijn.

## Verspreiding
Athelia epiphylla is gevonden in verschillende landen, waaronder Noord-Amerika (Canada, VS), Zuid-Amerika (Venezuela), Europa (Denemarken, Duitsland, Estland, Finland, Frankrijk, Letland, Nederland, Noorwegen, Oostenrijk, Spanje, Tsjechië, VK, Zweden, Zwitserland) en Azië  (Turkije en Rusland).
In Nederland komt het gewoon vliesje zeldzaam voor.

## Foto's

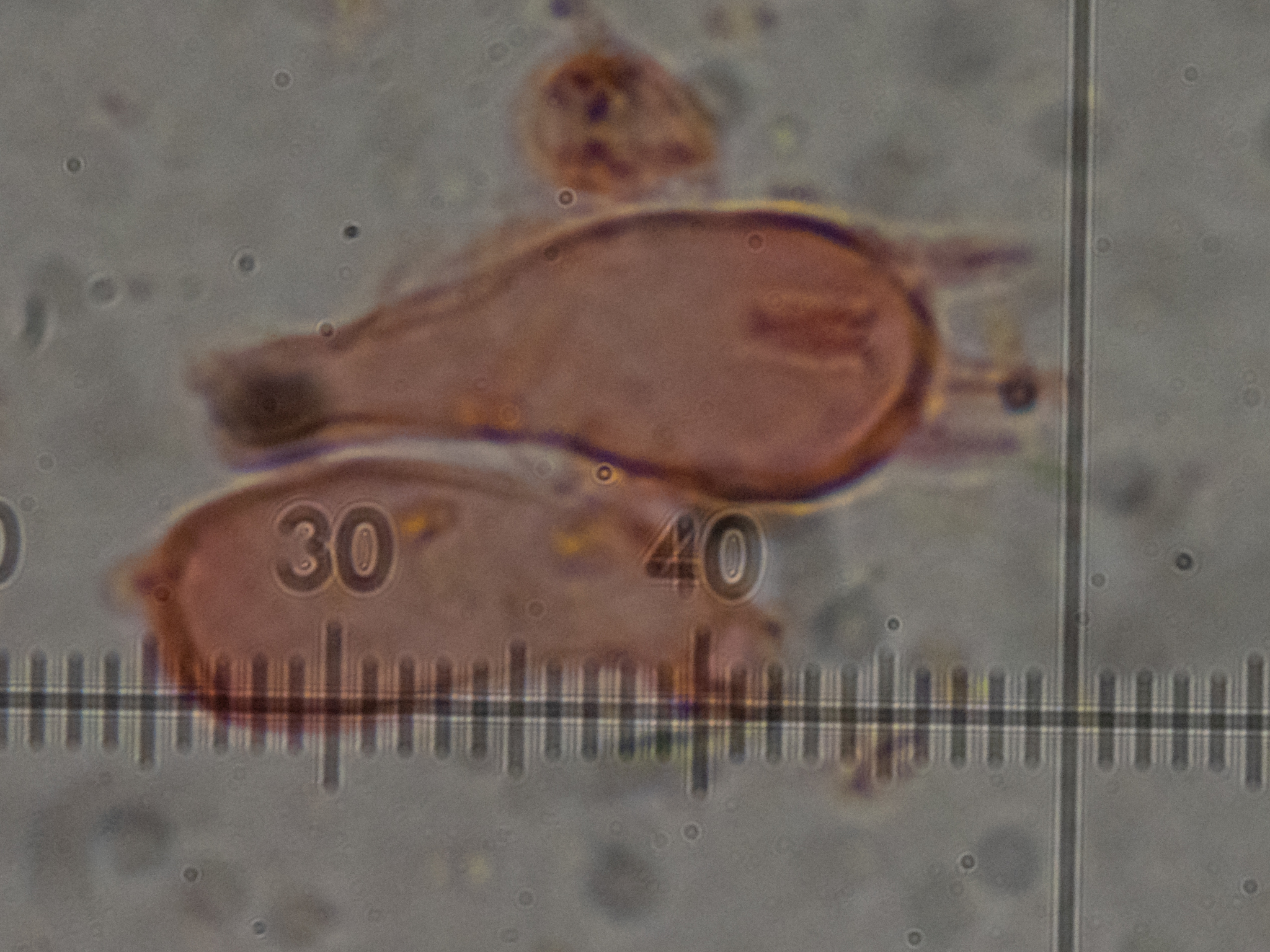
Basidia
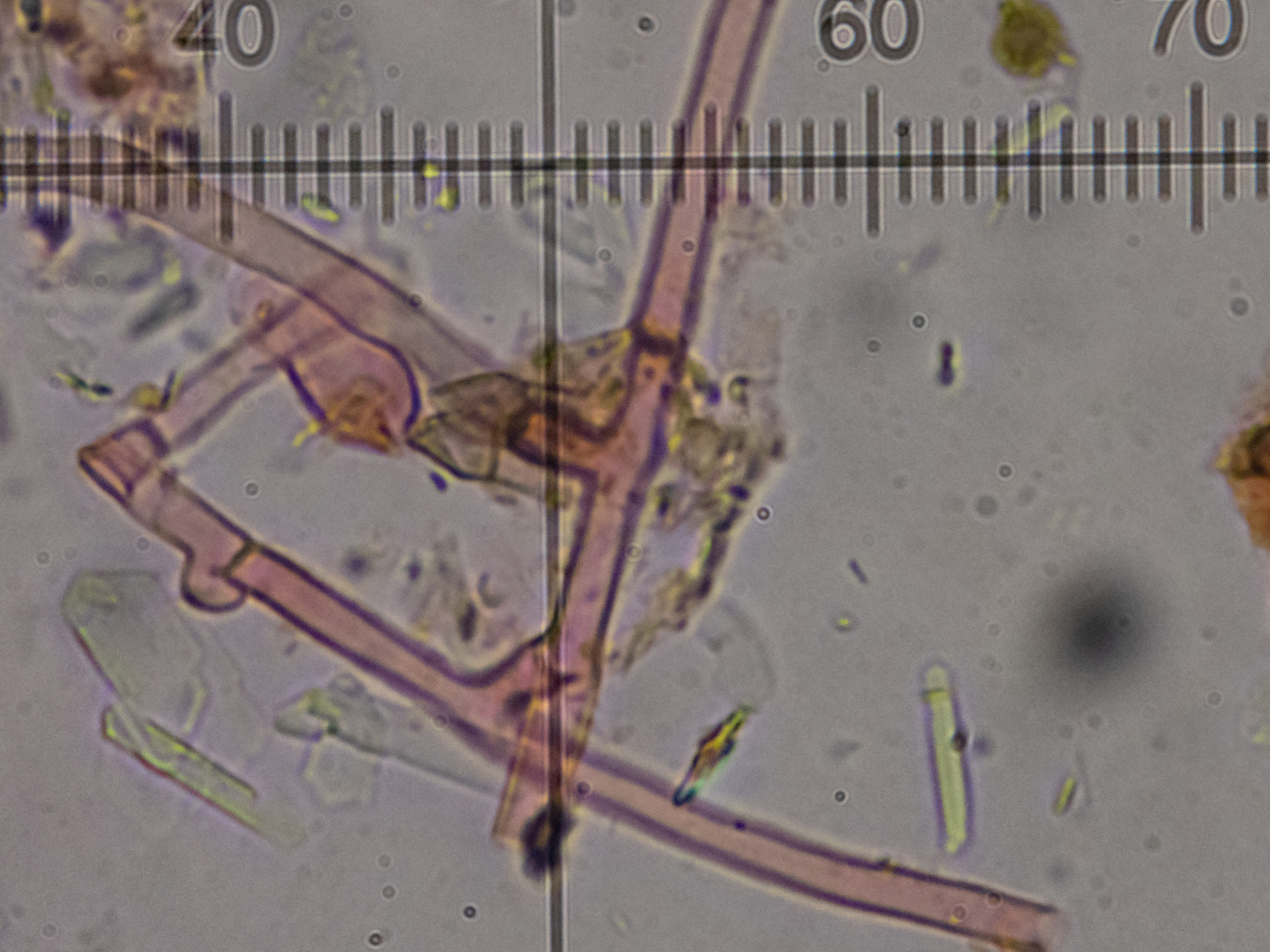
Trama